# Paus Pius VI
Paus Pius VI, geboren als Giovanni Angelo Braschi, sinds 1759 graaf di Falcino (Cesena, 25 december 1717 – Valence, 29 augustus 1799) was paus van 15 februari 1775 tot aan zijn dood in 1799.
Hij is vooral bekend als de paus die zich verzette tegen de Franse Revolutie, wat leidde tot zijn afzetting als werelds monarch en zijn gevangenneming en deportatie naar Frankrijk. 
Pius VI was 24 jaar lang paus, het langste pontificaat tot dan toe. 

## Voor zijn pontificaat
Gianangelo Braschi kwam uit een adellijke familie in Cesena in de Kerkelijke Staat. Hij doorliep het Jezuïetencollege van zijn geboortestad. Hij studeerde burgerlijk en kerkelijk recht aan de universiteit van Cesena en ging daarna verder studeren in Ferrara, waar hij kardinaal Tommaso Ruffo leerde kennen. Hij werd diens secretaris en nam als assistent van kardinaal Ruffo deel aan het conclaaf van 1740. 
Na het overlijden van Ruffo in 1753 benoemde paus Benedictus XIV hem tot zijn secretaris en gaf hem de titel geheim kamerheer van de paus. Braschi besloot toen een kerkelijke loopbaan te beginnen (hij verbrak daarvoor zijn verloving). Eenmaal priester gewijd (1758) benoemde de nieuwe paus Clemens XIII hem tot referendaris van de hoogste kerkelijke rechtbank, de Apostolische Signatuur. Dat was het begin van een carrière in de Romeinse Curie. Clemens XIII benoemde hem in 1766 tot thesaurier-generaal van de Apostolische Kamer. Diens opvolger Clemens XIV verhief hem tot kardinaal in 1773.

## Verkiezing
Het conclaaf voor zijn verkiezing tot paus, na de dood van Clemens XIV in 1774, duurde vijf maanden. Braschi, een oud-student van een jezuïetencollege, diende te beloven dat hij het verbod op de jezuïetenorde zou handhaven  Pas dan kon Braschi paus worden. Braschi had geen internationaal profiel.

## Pontificaat
Eenmaal paus begon Pius VI zich te profileren. Hij liet als eerste daad de gevangen gezette overste van de Jezuïeten, Lorenzo Ricci, vrij uit de Engelenburcht, doch deze was stervende in de gevangenis. Pius VI gedroeg zich als een renaissancepaus. Pius VI liet ondanks de slechte financiële toestand in de Kerkelijke Staat het reusachtige Palazzo Braschi op de Piazza Navona bouwen, een geschenk voor zijn neef, graaf Luigi Braschi Onesti, die hij in 1786 tot hertog had verheven. Hij benoemde als kardinaal-nepoot zijn neef Romoaldo Braschi, die later grootprior werd van de Maltezer ridderorde. Ook zijn oom Bandi werd kardinaal, net zoals een verre neef van moederszijde, de latere paus Pius VII. 
Pius VI heeft veel voor de wetenschap gedaan. Hij breidde het oudheidkundig museum uit, genoemd het Pio-Clementijns Museum naar zijn voorgangers, in het Vaticaan. Tijdens zijn pontificaat zijn er veel opgravingen en vondsten gedaan. Grote meesters als Canova en David kregen hun inspiratie in het museum van oudheden, dat Goethe eenvoudigweg 'het museum' noemde. Hij liet de havens van Terracina en Anzio dieper uitgraven. Hij herstelde de Via Appia en liet een deel van de Pontijnse moerassen droog leggen.
De avonturier Cagliostro voorspelde de val van de paus en werd door de inquisitie ter dood veroordeeld, maar door de paus begenadigd met levenslange gevangenisstraf.

### De joodse gemeenschap van Rome
Medio april 1775 werd zijn edict op de joden van kracht. Vierenveertig paragrafen waardoor de in eeuwen opgebouwde rechten van deze gemeenschap aanzienlijk werden teruggedraaid. Heel hun leven werd aan allerlei ge- en verboden onderworpen. De omgang met niet-joden werd sterk bemoeilijkt. De gedwongen aanwezigheid bij preken werd weer ingevoerd.

### Rooms-Duitse Rijk
De Oostenrijkse keizer Jozef II ging met zijn hervormingsplannen van de Roomse kerk zeer ver. Het jozefinisme baarde de paus grote zorgen. Jozef II schafte onder meer kloosters af, wou zelf bisschoppen benoemen, bemoeide zich met de liturgie en wou, in een later stadium, een Germaanse staatskerk oprichten los van Rome. Daarnaast gaf Jozef II de Joodse inwoners en protestanten in zijn rijk meer vrijheid. Pius reisde naar Wenen om Jozef II te overtuigen hiermee te stoppen. In 1782 werd hij plechtig ontvangen in Wenen, het eerste pausbezoek ooit aan Wenen. Pius VI verbleef 2 maand in Wenen; hij gaf met Paasdag de zegen Urbi et Orbi vanop het balkon van het keizerlijk paleis. Het Weense volk juichte de paus toe, in de hoop dat hij de volkse processies zou herstellen. Pius en Jozef II bereikten geen akkoord. De keizer deed de paus uitgeleide tot het klooster van Mariabrunn aan de rand van Wenen; enkele uren later schafte de keizer dit klooster af. De keizer bracht paus Pius VI in december 1783 plots een tegenbezoek in Rome, nadat de paus gedreigd had hem te excommuniceren omwille van Jozef II's bemoeienis in het vacante aartsbisdom Milaan.
In 1784 verbaasde Pius VI de Rooms-Duitse bisschoppen met de opening van een pauselijke nuntiatuur in München. Zijn vriend Karel Theodoor van Beieren steunde Pius hierin, na royale vergoedingen ontvangen te hebben. De nuntius mocht het oppergezag van de aartsbisschoppen afschaffen. De prins-aartsbisschoppen en keurvorsten van Keulen, Trier en Mainz, geholpen door de prins-aartsbisschop van Salzburg, protesteerden in hun verklaring van Ems (1786). Het dispuut breidde uit naar alle bisschoppen en keizer Jozef II, doch verdween naar de achtergrond met de Franse Revolutie (1789).

### Portugal
Met Portugal waren de relaties goed omwille van vriendschappelijke relaties met koningin Maria I.

### Spanje, Sardinië en Venetië
De vijandigheid tegenover Rome ontwikkelde zich hier ook, in navolging van het gedrag van Jozef II.

### Beide Siciliën
Grotere zorgen kreeg de paus met koning Ferdinand I der Beide Siciliën, die zich een even Verlichte vorst vond als Jozef II. Ferdinand weigerde de eeuwenlange suprematie van de paus in Zuid-Italië te erkennen en blokkeerde systematisch de bisschopsbenoemingen in zijn land. Na enige tijd waren tientallen bisschopszetels onbezet in de Beide Siciliën.

### Nieuw-Engeland
Pius richtte het eerste katholieke bisdom op in de Engelse kolonies van Noord-Amerika. Het bisdom Baltimore werd opgericht in 1789.

### Frankrijk
Tegenover de Franse Revolutie reageerde Pius VI aanvankelijk behoedzaam, maar toen ook de Franse kerk in de revolutionaire hervormingen betrokken werd, moest hij wel reageren. In 1791 veroordeelde hij in twee breves de Constitution civile du clérgé (1790) waaraan de Franse kerk onderworpen werd, en waarbij bisschoppen en pastoors voortaan door de burgers gekozen zouden worden. Bovendien kantte hij zich tegen de verplichte eed die geestelijken op de grondwet moesten afleggen. Tegelijk veroordeelde hij de Franse Verklaring van de Rechten van de Mens en van de Burger: volgens de paus waren de daarin vermelde rechten en vrijheden in strijd met "de rechten van de Opperste Schepper". 
Deze veroordeling leidde tussen een schisma in Frankrijk tussen "beëdigde" en refractaire (weerspannige) geestelijken. Dat leidde op sommige plaatsen tot een onlusten en zelfs burgeroorlog. Frankrijk verbrak de betrekkingen met de Heilige Stoel. In de pauselijke gebieden Avignon en het Comtat Venaissin braken in 1791 opstanden uit die leidden tot annexatie bij Frankrijk. 
Toen de Franse koning Lodewijk XVI begin 1793 werd onthoofd, noemde de paus hem een martelaar en veroordeelde hij de afschaffing van de monarchie. Daarop ontstonden er in Rome anti-Franse rellen waarbij een Frans diplomaat gedood werd en ook het Joodse getto werd geplunderd omdat de joden ervan beschuldigd werden de revolutie te steunen. Pius wist de gemoederen echter te bedaren. 
Toen in 1796 een Frans leger onder generaal Napoleon Bonaparte Noord-Italië binnenviel, werd de Kerkelijke Staat rechtstreeks bedreigd. Pius besloot te onderhandelen, wat op 23 juni 1796 tot de wapenstilstand van Bologna leidde. Toen de vijandelijkheden opnieuw begonnen, hoopte Pius op Oostenrijkse hulp, maar Bonaparte wist de Oostenrijkers te verslaan, zodat de paus verplicht werd een apart vredesverdrag met Frankrijk te sluiten. Bij deze vrede van Tolentino (19 februari 1797) moest de paus definitief afstand doen van Avignon en het Comtat Venaissin en daarnaast Bologna, Ferrara en de Romagna afstaan aan de nieuwe Cisalpijnse Republiek. Frankrijk kreeg bovendien een groot aantal kunstwerken uit het Vaticaan alsook een enorme schadevergoeding in geld.

## Ballingschap
Toen de Franse generaal Duphot eind 1797 tijdens rellen in Rome gedood werd door pauselijke soldaten, besloot het Franse Directoire als wraak troepen onder generaal Louis-Alexandre Berthier naar Rome te sturen. Op 15 februari 1798 proclameerde Berthier de Romeinse Republiek en de afzetting van de paus als werelds souverein. Pius VI weigerde zich daarbij neer te leggen, waarop Berthier besloot hem als gevangene uit Rome weg te voeren.
Toen de tachtigjarige, doodzieke paus vroeg om hem in Rome te laten sterven, kreeg hij als antwoord: 'Sterven kan men overal'.
Aanvankelijk kreeg Pius Siena als ballingsoord, maar door de oorlogsomstandigheden werd hij steeds verder weggevoerd, eerst naar verschillende steden in Noord-Italië, vervolgens naar Frankrijk, in Grenoble en uiteindelijk in Valence. Zes weken na zijn aankomst stierf hij in de citadel van Valence. 
Aanvankelijk werd Pius VI zonder kerkelijke plechtigheid begraven op het kerkhof van Valence. Pas na het concordaat van 1801 tussen zijn opvolger Pius VII en Frankrijk werd zijn stoffelijk overschot getransporteerd naar Rome. Daar werd hij begraven in de Sint-Pietersbasiliek (1802). Zijn hart en ingewanden worden bewaard in de kathedraal van Valence.

## Bron
- Kühner, H. (1962) Geschiedenis der Pausen